# Chen Zhenggao
Pour les articles homonymes, voir Chen.
Chen Zhenggao (chinois simplifié : 陈政高 ; chinois traditionnel : 陳政高 ; pinyin : Chén Zhènggāo) est un homme politique chinois né en mars 1952 à Haicheng dans la province du Liaoning et mort le 16 juin 2024. Membre du Parti communiste chinois (PCC), il est ministre du Logement et du Développement urbain et rural depuis 2014.

## Biographie
Chen Zhenggao est issu de l'ethnie Han.
Il étudie à l'université maritime de Dalian (en) au Liaoning dans le nord-est de la Chine.
Chen Zhenggao est d'abord maire de Shenyang, la capitale provinciale du Liaoning. En décembre 2005, il est nommé secrétaire du comité du PCC de la ville de Shenyang. Le 22 décembre 2007, le comité permanent du Congrès populaire du Liaoning accepte la demande de démission de Zhang Wenyue (en) du poste de gouverneur du Liaoning et nomme Chen vice-gouverneur de la province. Chen Zhenggao sera nommé gouverneur du Liaoning par ce même comité.
En 2009, alors que la situation internationale est marquée par la crise financière, Chen Zhenggao part avec plus de 200 officiels d'État en voyage d'affaires au Japon, où ils dépensent un total de 50 millions de yens (soit environ 500 000 dollars américains) pour l'hébergement et la restauration.
En 2014, Chen Zhenggao est nommé ministre du Logement et du Développement urbain et rural à la place de Jiang Weixin (en), et est remplacé par Li Xi (en) au poste de gouverneur du Liaoning. Dans le cadre de ses fonctions de ministre, il assiste à la cérémonie d'investiture du président de la république du Congo Denis Sassou-Nguesso le 16 avril 2016. Le lendemain, il se rend avec les ministres Jean-Jacques Bouya et Claude Alphonse Nsilou sur plusieurs chantiers exécutés par des entreprises chinoises en république du Congo et s'est montré « satisfait » des avancées dans les relations sino-congolaises d'après une source officielle congolaise.
Chen Zhenggao est un membre suppléant du 17e comité central du PCC et un membre permanent du 18e comité central du parti.